# ナウル議会議長
ナウル議会議長（ナウルぎかいぎちょう、英語: Speaker of the Parliament of Nauru）は、ナウル共和国の立法府である、ナウル議会の議長である。
| 氏名                             | 任期                          | 備考                     |
| -------------------------------- | ----------------------------- | ------------------------ |
| イツブワ・アムラム               | 1968年 - 1971年               |                          |
| ケナス・アロイ                   | 1971年 - 1977年               |                          |
| デイヴィッド・ピーター・ガダロア | ? - 1981年                    |                          |
| ルーベン・クン                   | 1981年 - 1986年               |                          |
| ルネ・ハリス                     | 1986年 - ?                    |                          |
| デログ・ギオウラ                 | ? - ?                         |                          |
| マエイン・デイレラゲア           | ? - ?                         |                          |
| ケナン・アデアン                 | ? - ?                         |                          |
| ルドウィグ・スコッティ           | 2000年 - 2003年               |                          |
| ゴッドフリー・トーマ             | 2003年5月6日 - 2003年5月7日   |                          |
| ファビアン・リバウ               | 2003年5月29日 - 2003年        |                          |
| ラッセル・クン                   | 2003年 - 2004年               |                          |
| ヴァッサル・ガドエンイン         | 2004年10月 - 2004年12月15日   |                          |
| ヴァルドン・ドウイヨゴ           | 2004年12月27日 - 2007年12月   |                          |
| リデル・アクア                   | 2007年12月 - 2008年3月18日    | 辞任                     |
| デイヴィッド・アデアン           | 2008年3月20日 - 2008年        | 解任                     |
| リデル・アクア                   | 2008年4月29日 - 2010年        | 辞任                     |
| ゴッドフリー・トーマ             | 2010年5月13日 - 2010年5月18日 | 辞任                     |
| ドミニク・タブナ                 | 2010年6月1日 - 2010年6月4日   | 辞任                     |
| アロイシウス・アワムワノ         | 2010年7月2日 - 2010年         |                          |
| ランドン・デイレラゲア           | 2010年7月9日 - 2010年11月1日  | 代理                     |
| ルドウィグ・スコッティ           | 2010年11月1日 - 2013年4月18日 | 辞任                     |
| ランドン・デイレラゲア           | 2013年4月18日 - 2013年4月25日 | 代理                     |
| ゴッドフリー・トーマ             | 2013年4月25日 - 2013年6月11日 | 2013年の選挙で議席喪失。 |
| ルドウィグ・スコッティ           | 2013年6月11日 - 2016年7月     | 2016年の選挙で議席喪失。 |
| シリル・ブラマン                 | 2013年6月13日 - 2019年8月27日 | 2019年の選挙で議席喪失。 |
| マーカス・スティーブン           | 2019年8月28日 - 現職          |                          |

## 参考サイト
- IPU Parline database Nauru
- http://www.radioaustralia.net.au/international/2013-04-25/nauru-parliament-elects-new-speaker/1121776
- https://archive.is/20130615181842/http://www.naurugov.nr/parliament-of-nauru/news-events/new-speaker-of-parliament.aspx